# ダニエル・コーミエ
ダニエル・コーミエ（Daniel Cormier、1979年3月20日 - ）は、アメリカ合衆国の解説者、元総合格闘家、元レスリング選手。ルイジアナ州ラファイエット出身。アメリカン・キックボクシング・アカデミー所属。元UFC世界ヘビー級王者。元UFC世界ライトヘビー級王者。Strikeforceヘビー級ワールドグランプリ優勝。UFC史上5人目の二階級制覇王者。UFC史上2人目の二階級同時王者。UFC殿堂入り。

## 来歴
高校のレスリングコーチに誘われた縁で12歳からレスリングを始め、ノースサイド高校時代は3度ルイジアナ州王者となり、1995年にはレスリング世界カデット選手権で銅メダル（グレコローマン）を獲得した。また、コーミエは高校時代にはアメリカンフットボールでも活躍しており、ポジションはラインバッカーで40ヤード走では4.5秒の記録を持ち、全国選抜にも選ばれている。大学進学時にルイジアナ州立大学からアメリカンフットボールの奨学生としてスカウトを受けるが、レスリングを続けるためにこのスカウトを断っている。
コルビー・コミュニティー・カレッジに進学後、NJCAAレスリング選手権を2度制覇、NJCAAオールアメリカンに2度選出された。その後、オクラホマ州立大学に編入。2001年度NCAAディビジョン1の184ポンド(83.5 kg)級で全米2位（優勝はカエル・サンダーソン）となり、NCAAディビジョン1オールアメリカンに選出された。同年、デーブ・シュルツ記念国際大会97kg級で優勝するなど実績を積み、2002年から本格的にナショナルチーム入りした。
2004年、アテネオリンピックレスリングフリースタイル96kg級に出場。準決勝でロシアのハジムラト・ガツァロフに敗れると、3位決定戦でもイランのアリレザ・ヘイダリに敗れ4位。
2007年、レスリング世界選手権で銅メダルを獲得、米最優秀選手に選出された。
2008年、全米選手権、代表選考会を共に優勝し、米国レスリングチームのキャプテンに任命されて、北京オリンピックレスリングフリースタイル96kg級に出場が決定するも、腎不全のため初戦で不戦敗。また、この年にNJCAA殿堂入りを果たした。

### 総合格闘技
北京オリンピック後に、アメリカン・キックボクシング・アカデミーで総合格闘技のトレーニングを始める。
2009年9月25日、Strikeforceの育成大会であるStrikeforce Challengers 3で総合格闘技デビュー。ゲーリー・フレイジャーにTKO勝ちを収めた。
2010年7月31日、Xtreme MMAヘビー級王座決定戦でオセアニア王者のルーカス・ブラウンと対戦し、パンチでTKO勝ちを収め王座獲得に成功した。
2010年8月13日、KOTC世界ヘビー級王者トニー・ジョンソン・ジュニアに挑戦し、チョークスリーパーで一本勝ちを収め王座獲得に成功した。
2010年9月、The Ultimate Fighterシーズン12でチーム・コスチェックのアシスタントコーチを務めた。
2011年6月18日、Strikeforce: Overeem vs. Werdumでジェフ・モンソンと対戦し、3-0の判定勝ち。
2011年9月10日、Strikeforce: Barnett vs. Kharitonovで欠場したアリスター・オーフレイムの代役としてヘビー級ワールドグランプリに準決勝から出場し、1回戦でエメリヤーエンコ・ヒョードルに勝利したアントニオ・シウバと対戦。1R序盤に右オーバーハンドでダウンを奪い、その後もスピーディーなパンチでシウバを翻弄し、最後は右アッパーで1RKO勝ち。この試合はESPNのアップセット・オブ・ザ・マンスを受賞した。
2012年5月19日、Strikeforce: Barnett vs. Cormierのヘビー級ワールドグランプリ決勝でジョシュ・バーネットと対戦。試合を終始コントロールして3-0の5R判定勝ちを収めヘビー級ワールドグランプリ優勝を果たした。

### UFC
2013年4月20日、UFC初参戦となったUFC on FOX 7でヘビー級ランキング6位の元ヘビー級王者フランク・ミアと対戦し、3-0の判定勝ち。
2013年10月19日、UFC 166でヘビー級ランキング9位のロイ・ネルソンと対戦し、スピーディーな打撃とテイクダウンでネルソンを圧倒して3-0の判定勝ち。
2014年2月22日、ライトヘビー級転向初戦となったUFC 170でレスリング時代の因縁の相手パトリック・カミンズと対戦。開始早々に右アッパーをテンプルに当てダウンを奪い、パウンドで1RTKO勝ち。当初は元UFC世界ライトヘビー級王者のラシャド・エヴァンスと対戦する予定であったが、エヴァンスの負傷欠場により対戦相手が変更された。
2014年5月24日、UFC 173でライトヘビー級ランキング6位のダン・ヘンダーソンと対戦。テイクダウンを立て続けに奪い、グラウンドで終始一方的にヘンダーソンを攻め立て、3Rにリアネイキドチョークで一本勝ち。
2014年7月、アレクサンダー・グスタフソンが半月板を損傷して欠場したことにより、UFC 178でUFC世界ライトヘビー級王者ジョン・ジョーンズとタイトルマッチを行う事が決定。対戦が決定すると早速両者はツイッター上で舌戦を展開。さらに8月4日の記者会見では睨み合った際、乱闘騒ぎを起こした。しかし、8月13日にジョーンズの負傷欠場が発表され、試合は翌年のUFC 182に延期された。しかし、8月12日にジョーンズが負傷して欠場することが決まり、試合はUFC 182へ延期された。
2014年9月23日、UFC 178の記者会見で乱闘を起こした事により、ネバダ州アスレチック・コミッションから9000ドルの罰金と20時間の社会奉仕活動への参加を科せられた。
2015年1月3日、UFC 182のUFC世界ライトヘビー級タイトルマッチで王者ジョン・ジョーンズに挑戦。パンチを幾度かヒットさせ、5Rにはテイクダウンを奪うなど善戦するも、終始ジョーンズの長いリーチに苦しみ0-3の5R判定負け。キャリア16戦目で初黒星を喫し、王座獲得に失敗した。敗れはしたものの、ファイト・オブ・ザ・ナイトを受賞した。

#### UFCライトヘビー級世界王座獲得
2015年5月23日、UFC 187のUFC世界ライトヘビー級王座決定戦でライトヘビー級ランキング1位のアンソニー・ジョンソンと対戦。1R序盤にパンチでダウンを奪われるも、テイクダウンで得意のグラウンドに持ち込んでからは圧倒し続け、3Rにリアネイキドチョークで一本勝ちを収め王座獲得に成功。パフォーマンス・オブ・ザ・ナイトを受賞した。
2015年10月3日、UFC 192のUFC世界ライトヘビー級タイトルマッチでライトヘビー級ランキング2位のアレクサンダー・グスタフソンと対戦。3Rに右膝蹴りからの左アッパーでダウンを奪われ、テイクダウンを許すなど苦戦したものの、クリンチアッパーを効かせるなど優勢に試合を進めて2-1（47-48、48-47、49-46）の5R判定勝ち。王座の初防衛に成功し、ファイト・オブ・ザ・ナイトを受賞した。
UFC 197でジョン・ジョーンズとUFC世界ライトヘビー級タイトルマッチが組まれるも、4月1日にコーミエが足を負傷して、タイトルマッチはUFC 200に延期された。
2016年7月9日、UFC 200でジョン・ジョーンズと再戦する予定だったが、ジョーンズの欠場により、代打出場の元UFC世界ミドル級王者アンデウソン・シウバとノンタイトルマッチで対戦。テイクダウンを奪い続けて3-0の判定勝ちを収めるも、コーミエの消極的な試合運びに会場からはブーイングが沸き起こった。
2017年4月8日、UFC 210のUFC世界ライトヘビー級タイトルマッチでライトヘビー級ランキング1位のアンソニー・ジョンソンと再戦。ジョンソンの左ハイキックを貰い下がる場面があったものの、2Rにテイクダウンを奪い、スタミナ切れを起こしたジョンソンにリアネイキドチョークを極めて一本勝ち。2度目の王座防衛に成功し、試合後のインタビューではケージサイドのジョン・ジョーンズとジミ・マヌワを挑発した。

#### 世界王座陥落・王座返り咲き
2017年7月29日、UFC 214のUFC世界ライトヘビー級タイトルマッチでライトヘビー級ランキング1位の挑戦者ジョン・ジョーンズと再戦。スタンドの攻防で互角の展開を繰り広げたものの、3Rに左ハイキックでぐらつき、ダウンを喫したところに追撃のパウンドでKO負け。王座から陥落した。この試合に賭けていたためか、コーミエは試合後に人目もはばからず号泣した。なお、この試合でコーミエはファイトマネーのみで100万ドル（約1億円）を稼ぎ、ジョーンズのファイトマネー50万ドル（約5千万円）を大きく上回った。後日、この試合のレフェリーを務めた"ビッグ"・ジョン・マッカーシーに対するコーミエの試合後の態度が問題視され、コーミエはInstagramでマッカーシーに対して「あなたに取ってしまった態度について謝罪したい。試合を少しでも長く続けさせてくれたことに、とても感謝している。」と投稿した。
2017年8月22日、全米アンチドーピング機関（USADA）が、UFC 214の前日7月28日の計量後に実施したドーピング検査でジョーンズの体内より違法薬物トゥリナボールの陽性反応が検出されたことを公表した。
2017年9月13日、Bサンプルも陽性反応だったことが全米アンチドーピング機関（USADA）により公表され、これを受けて即座に、カリフォルニア州アスレチック・コミッションは試合結果をノーコンテストに変更、UFCはジョーンズからライトヘビー級王座を剥奪しコーミエに王座を差し戻した。
2018年1月20日、UFC 220のUFC世界ライトヘビー級タイトルマッチでライトヘビー級ランキング2位の挑戦者ヴォルカン・オーズデミアと対戦。1R終盤にチョークを極めかけるなど全局面で圧倒し、2Rにマット・ヒューズ・ポジションでのパウンドでTKO勝ち。3度目の王座防衛に成功し、パフォーマンス・オブ・ザ・ナイトを受賞した。

#### UFCヘビー級世界王座獲得・二階級制覇
2018年7月7日、UFC 226で一階級上のUFC世界ヘビー級王者スティーペ・ミオシッチに挑戦し、1R終盤にクリンチでの右ショートフックでダウンを奪い、追撃のパウンドでKO勝ちを収め、パフォーマンス・オブ・ザ・ナイトを受賞。ライトヘビー級に次いでヘビー級の王座獲得に成功し、ランディ・クートゥア、BJ・ペン、コナー・マクレガー、ジョルジュ・サンピエールに続いてUFC史上5人目となる二階級制覇を達成した。また、二階級の王座を同時に保持したのは、コナー・マクレガーに続いてUFC史上2人目となった。試合後のインタビューで、来場していた元UFC世界ヘビー級王者のブロック・レスナーに対戦を呼びかけ、レスナーに突き飛ばされた際に「今のうちに俺を突き飛ばしておけ。後で眠ることになるのはお前だ」と挑発した。
2018年11月3日、UFC 230のUFC世界ヘビー級タイトルマッチでヘビー級ランキング2位の挑戦者デリック・ルイスと対戦。テイクダウンを立て続けに奪い、グラウンドで圧倒し続け、2Rにリアネイキドチョークで一本勝ち。ヘビー級王座の初防衛に成功し、UFCで二階級の王座防衛に成功した初めての選手となった。
2018年12月28日、ライトヘビー級王座を返上し、保持する王座はヘビー級王座のみとなった。

#### 世界王座陥落
2019年8月17日、UFC 241のUFC世界ヘビー級タイトルマッチでヘビー級ランキング1位の挑戦者スティーペ・ミオシッチと再戦。試合序盤はグラウンド、スタンド共に優位に立ち試合のペースを握っていたが、4Rに左ボディーブローの連打を受け、失速したところにパンチの連打を浴び逆転のTKO負け。王座から陥落し、ヘビー級初黒星となった。
2020年8月15日、UFC 252のUFC世界ヘビー級タイトルマッチで王者スティーペ・ミオシッチとラバーマッチを行い、0-3の5R判定負け。王座奪還に失敗し、試合後のインタビューで総合格闘技からの引退を発表した。

## ファイトスタイル
オリンピックに2度選出される程のレスリングスキルを持ち、特にシングルレッグでのテイクダウンに長けている。身長が180cmと重量級としては小柄ながらも、並外れたパワーを持ち、シングルレッグで相手を持ち上げてから豪快なスラムでマットに叩きつけるなどのテイクダウンも武器としている。スタンドでは常にプレッシャーをかけ、近距離でのボクシングの攻防に優れている。寝技での勝利数も多く、パワーを駆使したチョークが得意。また、ノックダウンを奪われてもすぐに立て直すタフネスとリカバリー能力を持つ。

## 人物・エピソード
- 所属するアメリカン・キックボクシング・アカデミー（AKA）ではレスリングのアシスタントコーチを務めており、息子のダニエル・コーミエ・ジュニアの指導もしている[14]。
- UFC 214の敗戦後（のちにノーコンテストに変更）に引退説が囁かれるが、「どうして俺が現役をやめるんだ？今でも戦うことが他の何よりも好きだし、それが原動力になっている。試合をしていなかった時にはこんな感情にはならなくて、惨めな人間だった。戦いを愛しているし、そのような環境に身を置いていたい」と引退説をキッパリと否定した[15]。
- チームメイトで元UFC世界ヘビー級王者のケイン・ヴェラスケスについて、コーミエは「俺はヘビー級で世界2位の男になった（1位はヴェラスケスという意）」「俺がヘビー級王者になっても、ヘビー級史上最強の男がケインであることに変わりはない」と謙遜している[16]。
- 2019年7月11日、ESPNが主催する「2019年ESPY賞」（Excellence in Sports Performance Yearly Award）で最優秀MMA選手賞を受賞した。
- 2019年12月27日、アメリカの総合格闘技老舗サイトMMAJunkieが選定する「2010年代のMMAファイターTop 10」で3位に選ばれた[17]。
- 海外のファンからは「黒いヒョードル」と呼ばれる事もある[18]。
- ファイターであると同時に、UFCのテレビ解説やESPNのコメンテーターを務めている[19]。
- 一男二女の父であり、2003年に生後間もない娘を交通事故で亡くしている[20][21]。また、自身が7歳になった時の感謝祭の日に父親を射殺されている[22]。

## 戦績
| 総合格闘技 戦績 | 総合格闘技 戦績 | 総合格闘技 戦績 | 総合格闘技 戦績 | 総合格闘技 戦績 | 総合格闘技 戦績 | 総合格闘技 戦績 |
| --------------- | --------------- | --------------- | --------------- | --------------- | --------------- | --------------- |
| 26 試合         | (T)KO           | 一本            | 判定            | その他          | 引き分け        | 無効試合        |
| 22 勝           | 10              | 5               | 7               | 0               | 0               | 1               |
| 3 敗            | 1               | 0               | 2               | 0               | 0               | 1               |

| 勝敗 | 対戦相手                     | 試合結果                                   | 大会名                                                                  | 開催年月日     |
| ×    | スティーペ・ミオシッチ       | 5分5R終了 判定0-3                          | UFC 252: Miocic vs. Cormier 3 【UFC世界ヘビー級タイトルマッチ】         | 2020年8月15日  |
| ×    | スティーペ・ミオシッチ       | 4R 4:09 TKO（スタンドパンチ連打）          | UFC 241: Cormier vs. Miocic 2 【UFC世界ヘビー級タイトルマッチ】         | 2019年8月17日  |
| ○    | デリック・ルイス             | 2R 2:14 リアネイキドチョーク               | UFC 230: Cormier vs. Lewis 【UFC世界ヘビー級タイトルマッチ】            | 2018年11月3日  |
| ○    | スティーペ・ミオシッチ       | 1R 4:33 KO（右フック→パウンド）            | UFC 226: Miocic vs. Cormier 【UFC世界ヘビー級タイトルマッチ】           | 2018年7月7日   |
| ○    | ヴォルカン・オーズデミア     | 2R 2:00 TKO（パウンド）                    | UFC 220: Miocic vs. Ngannou 【UFC世界ライトヘビー級タイトルマッチ】     | 2018年1月20日  |
| －   | ジョン・ジョーンズ           | ノーコンテスト（ジョーンズの禁止薬物失格） | UFC 214: Cormier vs. Jones 2 【UFC世界ライトヘビー級タイトルマッチ】    | 2017年7月29日  |
| ○    | アンソニー・ジョンソン       | 2R 3:37 リアネイキドチョーク               | UFC 210: Cormier vs. Johnson 2 【UFC世界ライトヘビー級タイトルマッチ】  | 2017年4月8日   |
| ○    | アンデウソン・シウバ         | 5分3R終了 判定3-0                          | UFC 200: Tate vs. Nunes                                                 | 2016年7月9日   |
| ○    | アレクサンダー・グスタフソン | 5分5R終了 判定2-1                          | UFC 192: Cormier vs. Gustafsson 【UFC世界ライトヘビー級タイトルマッチ】 | 2015年10月3日  |
| ○    | アンソニー・ジョンソン       | 3R 2:39 リアネイキドチョーク               | UFC 187: Johnson vs. Cormier 【UFC世界ライトヘビー級王座決定戦】        | 2015年5月23日  |
| ×    | ジョン・ジョーンズ           | 5分5R終了 判定0-3                          | UFC 182: Jones vs. Cormier 【UFC世界ライトヘビー級タイトルマッチ】      | 2015年1月3日   |
| ○    | ダン・ヘンダーソン           | 3R 3:53 リアネイキドチョーク               | UFC 173: Barao vs. Dillashaw                                            | 2014年5月24日  |
| ○    | パトリック・カミンズ         | 1R 1:19 TKO（パウンド）                    | UFC 170: Rousey vs. McMann                                              | 2014年2月22日  |
| ○    | ロイ・ネルソン               | 5分3R終了 判定3-0                          | UFC 166: Velasquez vs. dos Santos 3                                     | 2013年10月19日 |
| ○    | フランク・ミア               | 5分3R終了 判定3-0                          | UFC on FOX 7: Henderson vs. Melendez                                    | 2013年4月20日  |
| ○    | ディオン・スターリング       | 2R 4:02 TKO（パウンド）                    | Strikeforce: Marquardt vs. Saffiedine                                   | 2013年1月12日  |
| ○    | ジョシュ・バーネット         | 5分5R終了 判定3-0                          | Strikeforce: Barnett vs. Cormier 【ヘビー級トーナメント決勝】           | 2012年5月19日  |
| ○    | アントニオ・シウバ           | 1R 3:56 KO（スタンドパンチ連打）           | Strikeforce: Barnett vs. Kharitonov 【ヘビー級トーナメント準決勝】      | 2011年9月10日  |
| ○    | ジェフ・モンソン             | 5分3R終了 判定3-0                          | Strikeforce: Overeem vs. Werdum                                         | 2011年6月18日  |
| ○    | デヴィン・コール             | 5分3R終了 判定3-0                          | Strikeforce Challengers 13                                              | 2011年1月7日   |
| ○    | ソア・パラレイ               | 1R ギブアップ（パンチ連打）                | Xtreme MMA 3 【XMMA世界ヘビー級タイトルマッチ】                         | 2010年11月5日  |
| ○    | ジェイソン・ライリー         | 1R 1:02 ギブアップ（パウンド）             | Strikeforce: Houston                                                    | 2010年8月21日  |
| ○    | トニー・ジョンソン・ジュニア | 1R 2:27 チョークスリーパー                 | KOTC: Imminent Danger 【KOTC世界ヘビー級タイトルマッチ】                | 2010年8月13日  |
| ○    | ルーカス・ブラウン           | 1R 4:35 TKO（パンチ連打）                  | Xtreme MMA 2: ANZ vs. USA 【XMMA世界ヘビー級王座決定戦】                | 2010年7月31日  |
| ○    | ジョン・デヴァイン           | 1R 1:09 KO（パンチ）                       | Strikeforce Challengers 7                                               | 2010年3月26日  |
| ○    | ゲーリー・フレイジャー       | 2R 3:39 TKO（パンチ連打）                  | Strikeforce Challengers 3                                               | 2009年9月25日  |

## 獲得タイトル
- 総合格闘技
  - XMMA世界ヘビー級王座（2010年）
  - 第6代KOTC世界ヘビー級王座（2010年）
  - Strikeforceワールドグランプリ 優勝（2012年）
  - 第13代UFC世界ライトヘビー級王座（2015年）
  - 第20代UFC世界ヘビー級王座（2018年)
- レスリング
  - レスリング NJCAA王者（1998年、1999年）
  - レスリング NCAAディビジョン1 準優勝（2001年）
  - レスリングパンアメリカン選手権 男子フリースタイル96kg級 優勝（2002年）
  - パンアメリカン競技大会 男子フリースタイル96kg級 優勝（2003年）
  - ヤリギン・カップ 3位（2003年）
  - 全米選手権 優勝（2003年、2004年、2005年、2007年、2008年）
  - レスリングパンアメリカン選手権 男子フリースタイル96kg級 優勝（2003年）
  - リアル・プロ・レスリング・リーグ 96kg級 優勝（2004年）
  - レスリング世界選手権 男子フリースタイル96kg級 3位（2007年）
  - パンアメリカン競技大会 男子フリースタイル96kg級 3位（2007年）

## 表彰
- UFC
  - ファイト・オブ・ザ・ナイト（2回）
  - パフォーマンス・オブ・ザ・ナイト（3回）
  - UFC殿堂入り（現代部門・2022年）
- ESPN
  - ファイター・オブ・ザ・イヤー（2018年）
- ESPY賞
  - ベストMMAファイター（2018年）
- MMA Fighting
  - ファイター・オブ・ザ・イヤー（2018年）

- レスリング NCAAディビジョン1 オールアメリカン（2001年）
- レスリング NJCAAオールアメリカン（1998年、1999年）
- 全米レスリング協会 フリースタイル最優秀選手（2007年）
- レスリング NJCAA殿堂入り（2009年）

## ペイ・パー・ビュー販売件数
| 開催年月日    | イベント                                                     | 販売件数   | 備考  |
| ------------- | ------------------------------------------------------------ | ---------- | ----- |
| 2020年8月15日 | UFC 252: スティーペ・ミオシッチ vs. ダニエル・コーミエ 3     | 50万件以上 | ESPN+ |
| 2019年8月17日 | UFC 241: ダニエル・コーミエ vs. スティーペ・ミオシッチ 2     | 45万件     |       |
| 2018年11月3日 | UFC 230: ダニエル・コーミエ vs. デリック・ルイス             | 25万件     |       |
| 2018年7月10日 | UFC 226: スティーペ・ミオシッチ vs. ダニエル・コーミエ 1     | 40万件     |       |
| 2017年7月30日 | UFC 214: ダニエル・コーミエ vs. ジョン・ジョーンズ 2         | 85万件     |       |
| 2017年4月8日  | UFC 210: ダニエル・コーミエ vs. アンソニー・ジョンソン 2     | 30万件     |       |
| 2015年10月3日 | UFC 192: ダニエル・コーミエ vs. アレクサンダー・グスタフソン | 25万件     |       |
| 2015年5月23日 | UFC 187: アンソニー・ジョンソン vs. ダニエル・コーミエ 1     | 37万5千件  |       |
| 2015年1月3日  | UFC 182: ジョン・ジョーンズ vs. ダニエル・コーミエ 1         | 80万件     |       |